# Nationaal muziekinstrumentenmuseum
Het Nationaal muziekinstrumentenmuseum (Italiaans: Museo nazionale degli strumenti musicali) is een museum in het Palazzina Samoggia in Rome. Het muziekinstrumentenmuseum is eigendom van het Ministerie van Cultureel Erfgoed en is sinds december 2014 een van de 43 musea van de Museumgroep Lazio. Het museum beschikt ook over een auditorium.

## Geschiedenis

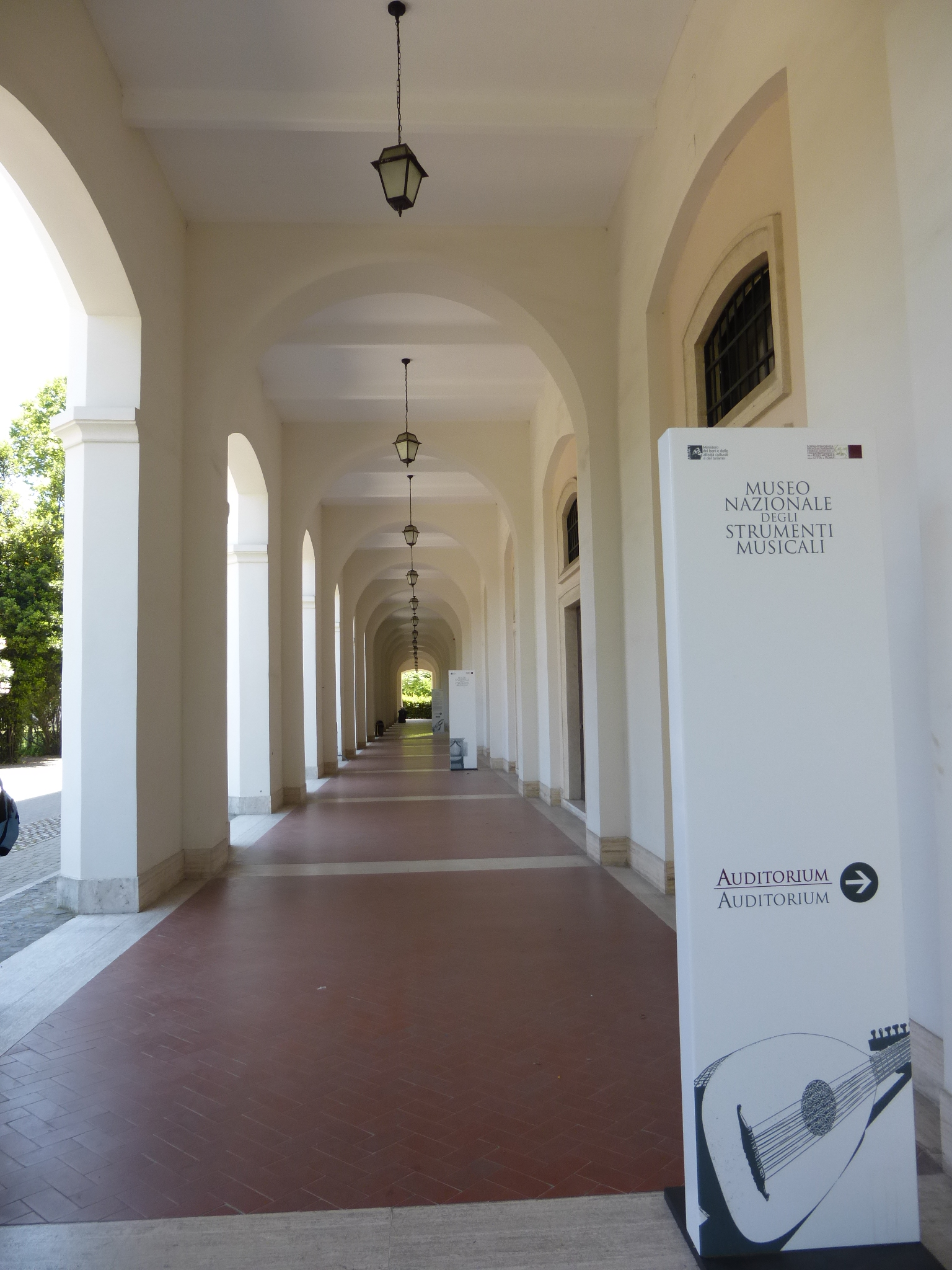
Toegang tot het museum

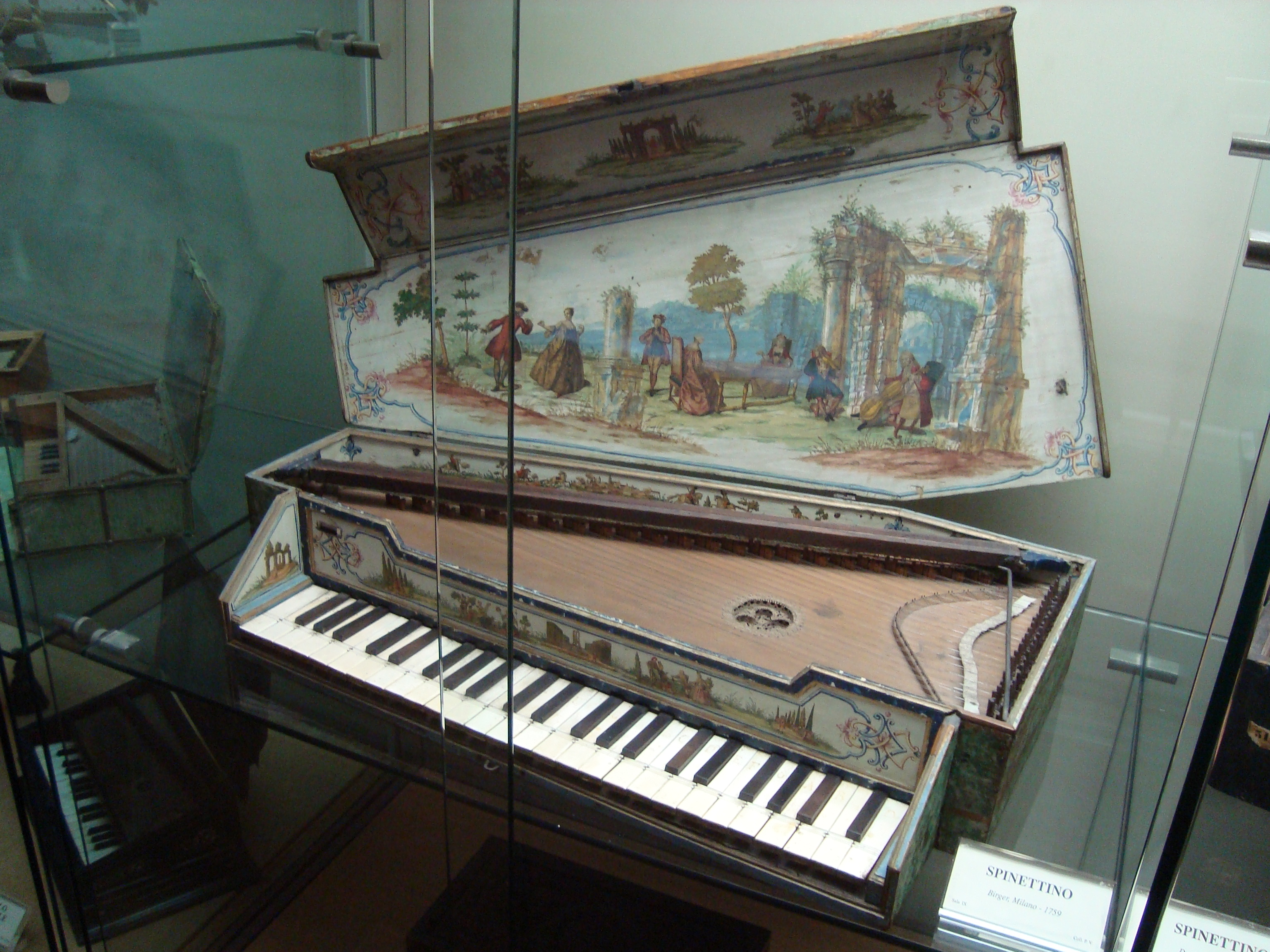
Spinet van Birger, 1759

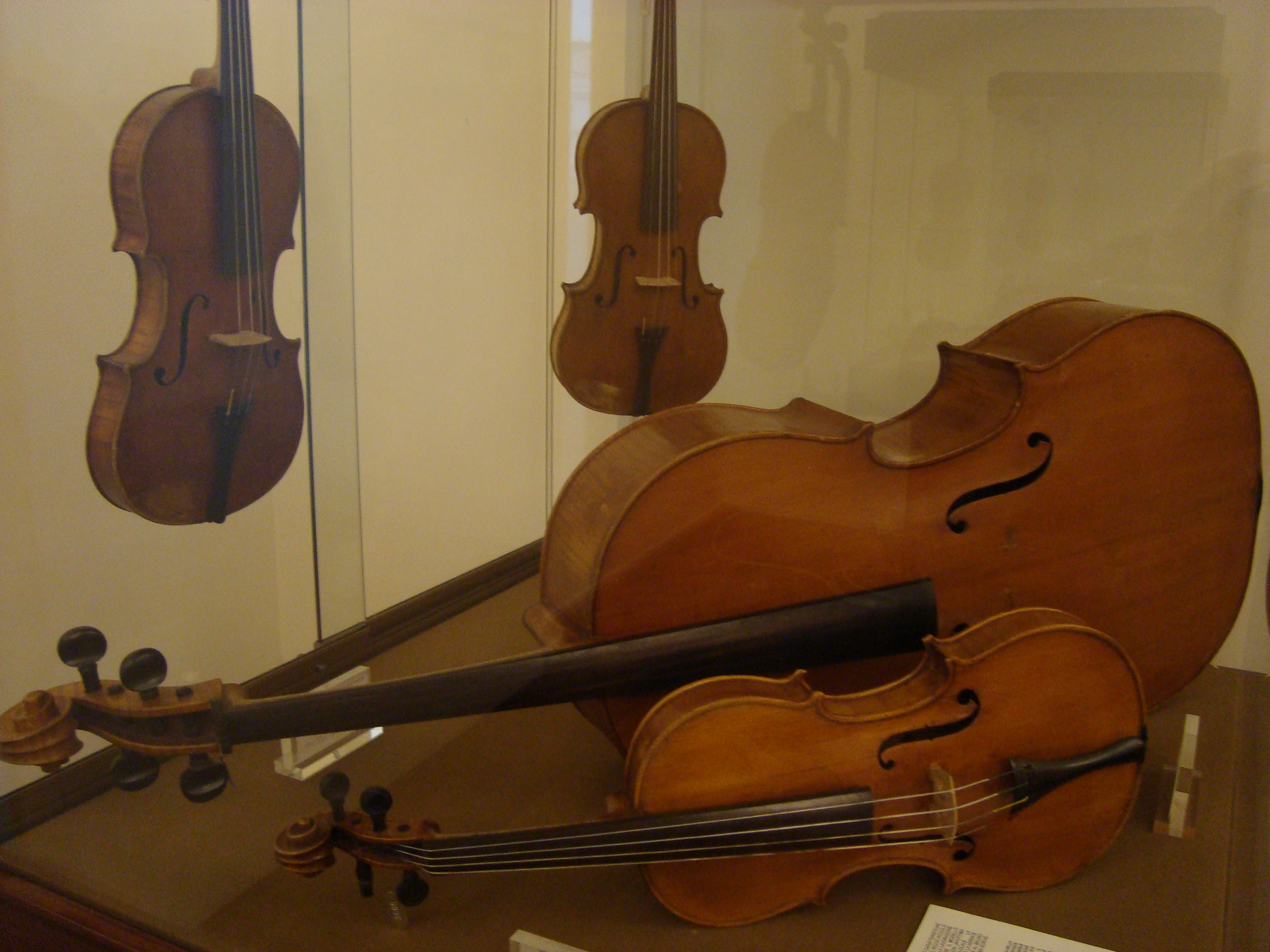
Snaarinstrumenten

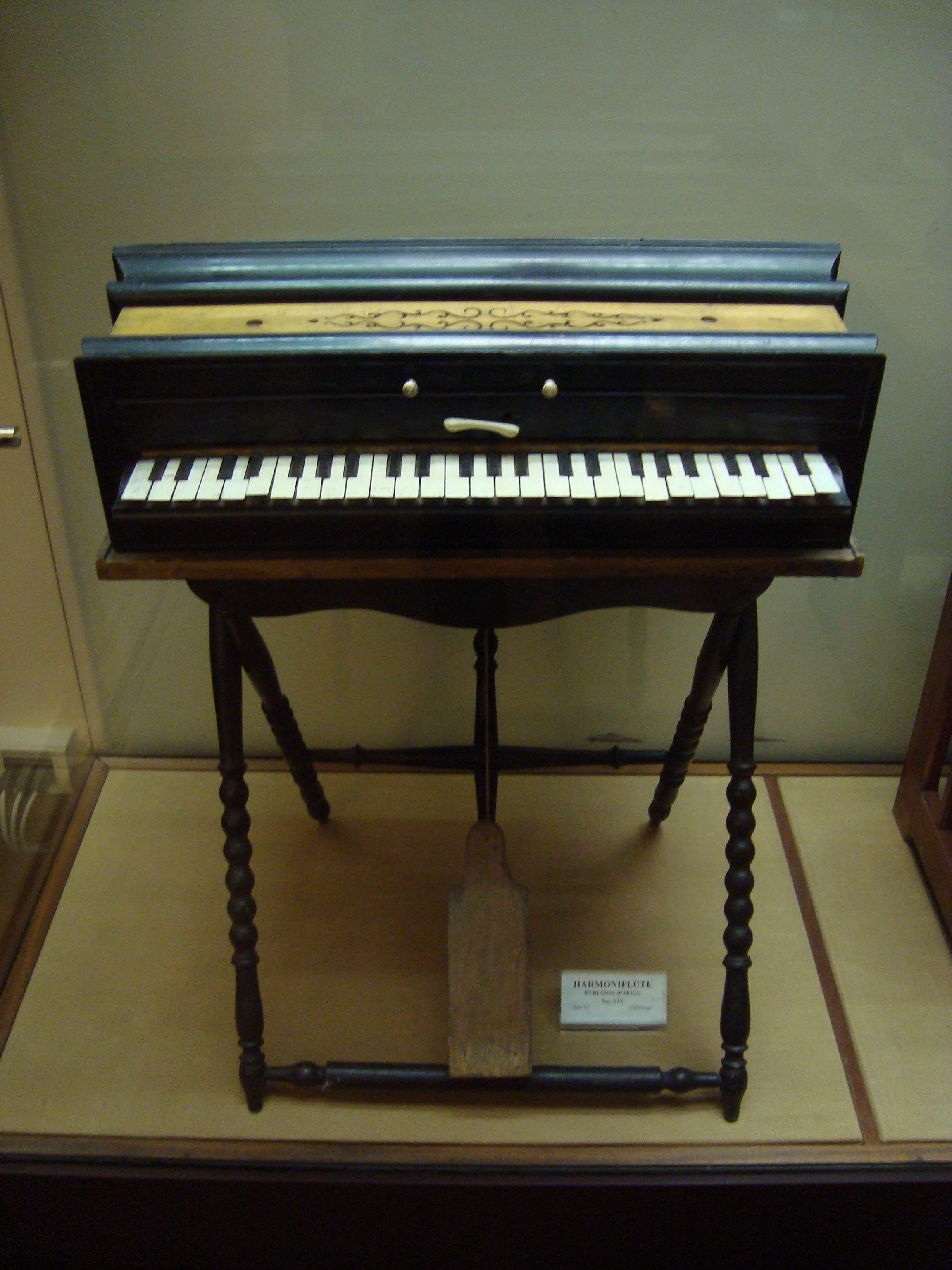
Harmoniefluit

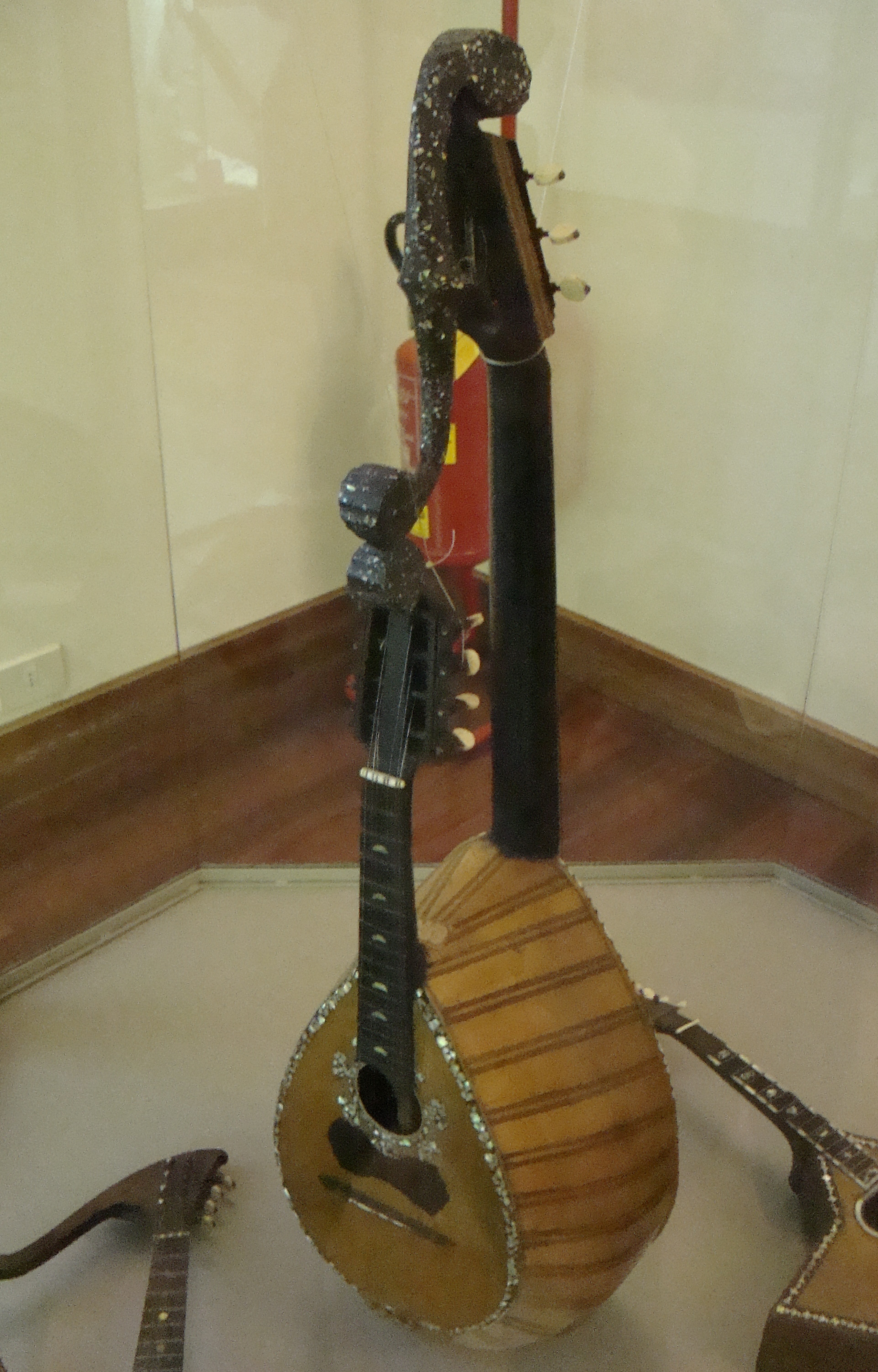
Gitaar-mandoline

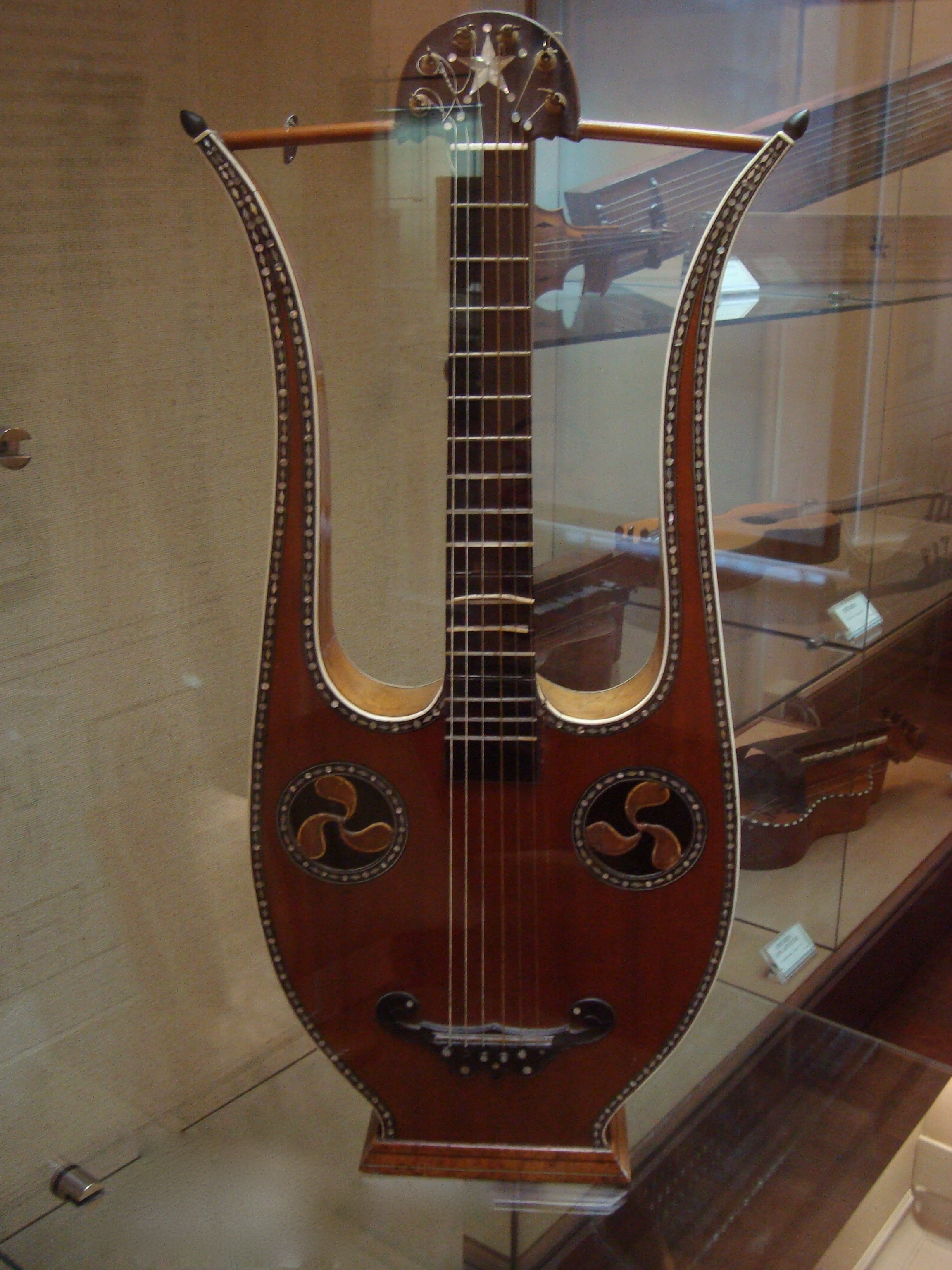
Lier-gitaar

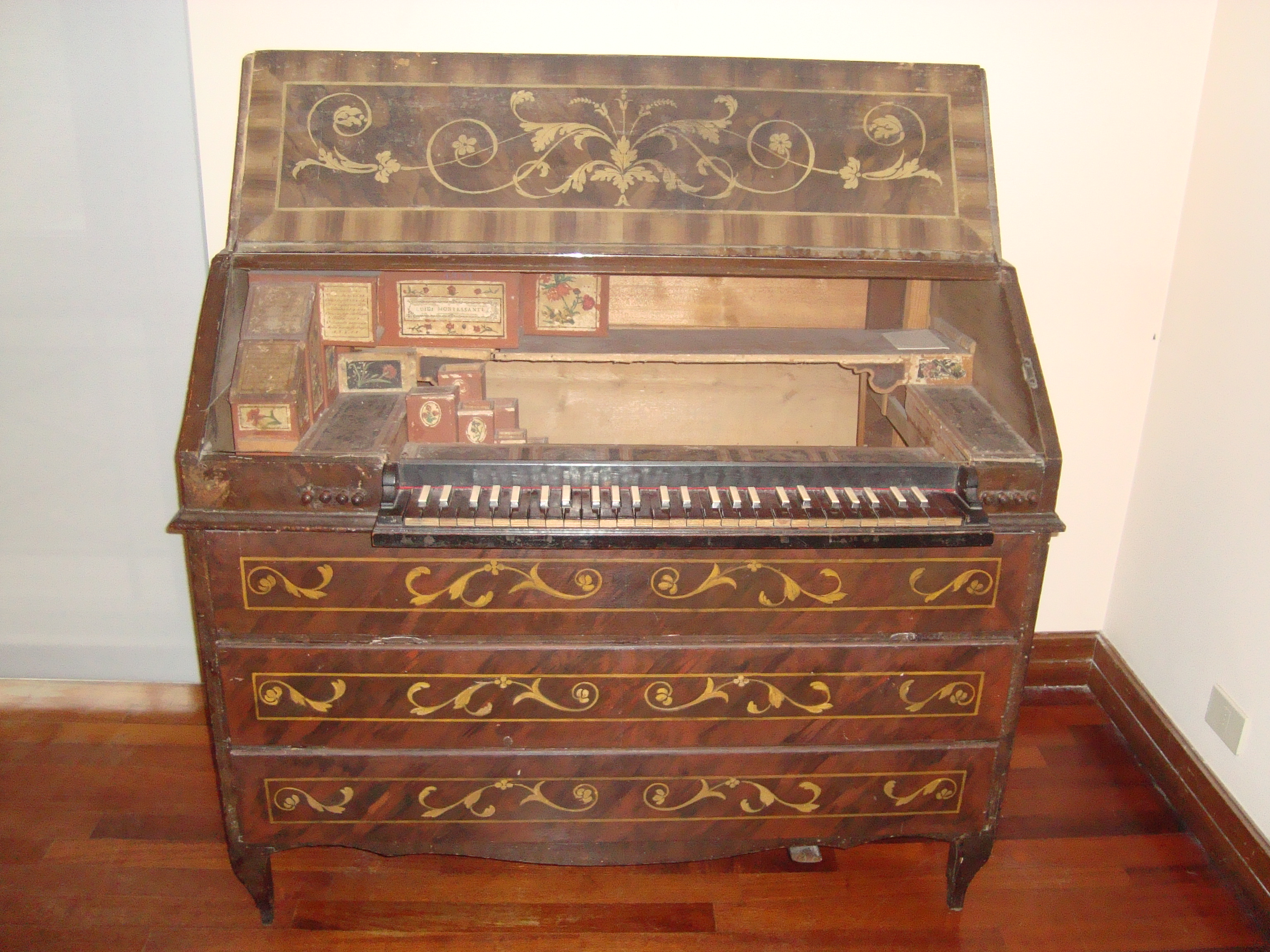
Orgel-secretaire

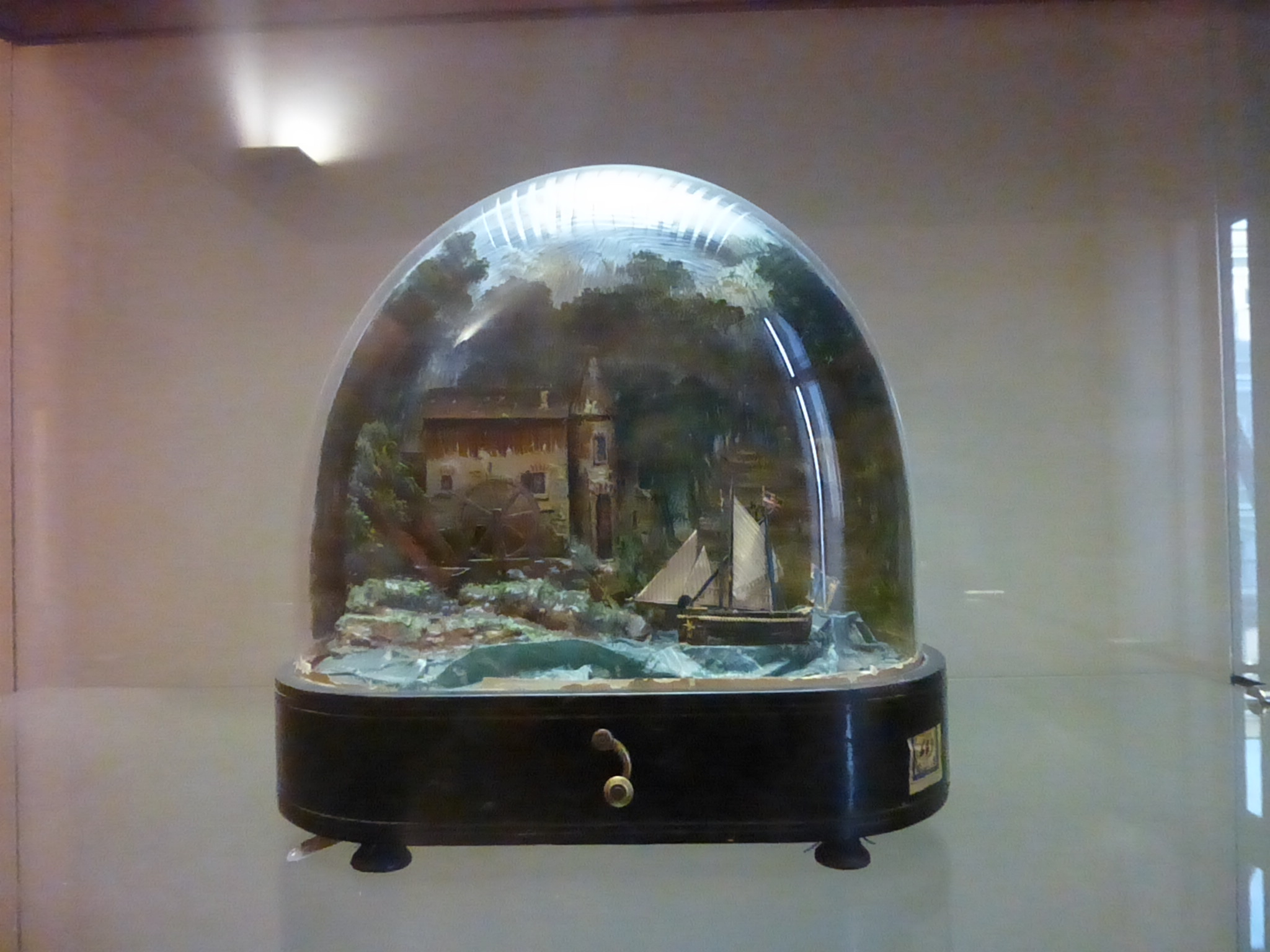
Klokkenspel met zeilboot

Aan de basis van de collectie ligt de verzameling muziekinstrumenten van de jezuïet Athanasius Kircher (1602-1680), die ook orgelexpert was. Na de verovering van Rome door de Piëmontezen in 1870 raakte de verzameling van Kircher verspreid. De operazanger Evan Gorga (1865-1957) moest vervolgens tijdens de Crisis van de jaren 1930 een deel van deze collectie verkopen omdat hij in financiële problemen verkeerde en ruimtegebrek had. Toch bevatte de collectie nog altijd rond de 3000 voorwerpen, die in tien appartementen aan de Via Cola di Rienzo 285 waren ondergebracht. Op 27 september 1949 kwam de collectie in handen van de overheid, die zich toen bereid verklaarde om de schulden van Gorga te betalen.
De muziekinstrumenten waren een van de 30 collecties (met in totaal meer dan 150.000 voorwerpen) van Gorga. Hij had onder andere ook verzamelingen speelgoed, keramiek, medicijnkoffers, chirurgische instrumenten en weegschalen. Aanvankelijk ontbrak het aan een goede uitstallingsmogelijkheid, omdat het vinden van een locatie voor de muziekinstrumenten nogal moeilijk verliep. Later werd echter door de inzet van hoogleraar Luisa Cervelli toch een plek gevonden. Zij zette zich erg in voor restauratie en catalogisering. Ook kreeg zij diverse andere instrumenten in bezit, waaronder een harp van de familie Barberini, een piano van de uitvinder ervan, Bartolomeo Cristofori, zestiende-eeuwse kromhoorns van Jörg Weier en een clavicytherium.
Begin 2014 opende het museum na een grondige verbouwing van twee jaar tegen een kostprijs van 1 miljoen euro. Sindsdien is het uitgebreid met extra vertrekken en zijn er multimediale toepassingen ingevoerd.

## Beschrijving
Het museum is als volgt ingericht:
Toegangshal tot de zalen
Hier staan een jugendstil-instrument, dat is gemaakt door Carlo Bugatti (de vader van de autobouwer Ettore), een filmklapbord, dat is gemaakt en beschilderd door Giacomo Balla, en een gitaar van Balla zelf. Verder is er een Cazzani-Kalison hoorn, die is geschonken door de hoornspeler Domenico Ceccarossi.
Zaal I en II (archeologische vondsten)
Zaal I – Onder de instrumenten die bij verschillende archeologische opgravingen zijn gevonden, bevinden zich in deze zaal aardewerken fluitjes die voor ontspanning gebruikt werden, maar ook diverse slaginstrumenten (sistra, ratels en rinkelbellen), waarvan vaak onduidelijk is waarvoor ze werden gebruikt. Ook zijn er beeldjes en olielampjes die muziekinstrumenten voorstellen. Een fragment pleisterwerk dat in de vindplaats Lucus Feroniae werd aangetroffen toont een tweesnarig instrument, dat nergens anders afgebeeld is.
Zaal II – In deze zaal is onder andere een nog steeds werkende aardewerken hoorn te zien, waarschijnlijk gebruikt om signalen mee te geven. Pico Cellini schrijft het toe aan de Falisci en dateert het in de 6e-5e eeuw v.Chr. Een iets recenter instrument is een dubbele Romeinse of Etruskische fluit. Na de restauratie ervan hoopt men er een kopie van te maken. Buiten de vitrines staat een Aes thermarum, een soort bronzen gong die de openings- en sluitingstijden van de thermen meedeelde aan de bezoekers. Er werd met een bronzen staf op de gong geslagen. In het museum bevindt zich een kopie, het origineel bevindt zich in de Stabiaanse Thermen in Pompeï. Een terracottabeeld van ongeveer een meter hoog stelt een citerspeler voor. Vier kammen voor een citer staan bij de uitgang van de zaal.
Zaal III (muziekinstrumenten van buiten Europa)
Vermeldenswaard zijn een shamisen, een Japanse koto, een Chinese hobo, Chinese fluiten (waaronder een shakuhachi), een Chinese pipa, panfluiten, Peruaanse hoorns, fluitende potjes (vasos silbadores uit de Inca-tijd), Spaanse bandurria-gitaren, een Latijns-Amerikaanse quijada (een percussie-instrument gemaakt van een ezelskaak), negen charango's, een rebab (Marokkaans snaarinstrument), ivoren hoorns, een qanûn, een Aranische darboeka en een Indiase sarangi.
Zaal IV (volksmuziek)
In deze zaal staan o.a. een bronzen beeld uit de 19e eeuw dat een eenmansorkest voorstelt en een tweezijdige mandoline.
Zaal V (de uitvinding van de piano)
In deze zaal staan verschillende piano's opgesteld, waaronder een uit de 18e eeuw die van Carlo Arnoldi is geweest en uit zeven verschillende soorten hout is gemaakt. Verder staan er vooral Europese piano's uit de 18e eeuw: een Longman and Broderip, Erard (1781 uit Parijs), D. Morandi (1795 uit Milaan), L. Viola (1795 uit Bologna), J. M. Scholly (1798 uit Rome van een Duitser die er werkte); bovendien staat er een klavichord uit 1690 van een onbekende eigenaar.
Zaal VI (muziek voor onderweg)
Hier staan instrumenten voor processies, reizen, serenades, de jacht en voor straatmuzikanten. Naast violen, portatieforgels, gitaren en mandolines is er een opvouwbaar – en daardoor draagbaar – klavecimbel, een windharp, twee draailieren, drie lier-gitaren, een 18e-eeuwse harmoniefluit (een soort accordeon met een pedaal dat een blaasbalg in werking stelt, zodat de bespeler de handen vrij heeft om het klavier te bespelen) en een klein draagbaar harmonium met twee klavieren (18e eeuw).
Zaal VII (militaire muziek)
Hier staan trommels en blaasinstrumenten van militaire muziekkapellen.
Zaal VIII (kerkmuziek)
Naast orgels en klokken zijn er bellen, een trompet, een positieforgel met pedaal voor processies en een begeleidingsorgeltje
Zaal IX (muziek in huis)
In deze zaal staan een glasharmonica, een huiskamerorgel, blaasrietjes, miniatuurinstrumenten, virginalen, tafelbellen en spinetten
Zaal X (werkplaats van een klavecimbelbouwer)
In deze zaal is een reconstructie ingericht van de werkplaats van een klavecimbelbouwer, op basis van het boek Polyanthea technica (1732) van Giampiero Pinaroli. Er staat een werkbank en allerlei gereedschappen die afkomstig zijn uit het Museo delle arti e tradizioni popolari in Rome. Ook staat er een klankkast van een klavecimbel, waardoor de binnenkant bekeken kan worden. Deze stukken komen uit de collectie van Gorga.
Zaal XI (middeleeuwen en renaissance)
In deze zaal bevindt zich een trompet uit 1461, verschillende fluiten en kleine hoorns, een klavecimbel met 15e-eeuwse klankkast, vijfhoekige spinetten, een gotische harp, sistra en luiten.
Zaal XII (16e en 17e eeuw)
Hier staan klavecimbels, een klavichord, een vijfhoekig spinet, een psalterium, gitaren en mandolines uit Milaan en Napels.
Zaal XIII (17e en 18e eeuw)
In deze zaal staan klavecimbels, chitarrones, een teorbe, een teorbino, viola da gamba's, cello's, fagotten, een kleine fagot, violen en enkele viola's d'amore.
Zaal XIV (17e en 18e eeuw)
Hier staan positieforgels, harpen, klavecimbels, dwarsfluiten, piccolo's, klarinetten, hobo's, kleine hoorns, een luit en chitarrones.
Zaal XV (17e en 18e eeuw)
In deze zaal bevinden zich mandora's en luiten, een klavecimbel/harpsichord, een clavicytherium en een positieforgel. Verder staan er enkele spinetten en een vleugel.
Zaal XVI, XVII, XVIII (mechanische instrumenten uit de 19e en 20e eeuw)
In deze zaal zijn hangertjes met een speeldoosje erin, tabaksdozen en muziekdozen, pijporgeltjes, instrumenten met geperforeerde platen of banden, piano's en orgels met cilinders, serinette-orgels. Deze stukken komen allemaal uit de collectie van Gorga.